# Euleptorhamphus
Euleptorhamphus is een geslacht van straalvinnige vissen uit de familie van halfsnavelbekken (Hemiramphidae). Het geslacht is voor het eerst wetenschappelijk beschreven in 1859 door Gill.

## Soorten
- Euleptorhamphus velox Poey, 1868
- Euleptorhamphus viridis (van Hasselt, 1823)